# جود نيوز فور ميوزيك
شركة جود نيوز فور ميوزيك متخصصة في الإنتاج الموسيقي وإحدى شركات «جود نيوز جروب» لرئيس مجلس الإدارة الأستاذ عماد الدين أديب، الذي وكل للمنتج أحمد الدسوقي مهمة إدارة شركة إنتاج متخصصة للموسيقى تحت اسم «جود نيوز»، وبالفعل بدأت الشركة منذ عام 2004.
وهي شركة لديها حق توزيع مجموعة من الألبومات الغنائية سواءً التي قامت بإنتاجها أو التي أنتجتها شركات أخرى.

## ألبومات من إنتاج وتوزيع الشركة تحت إدارة المنتجأحمد الدسوقي
- 1- الفنان حاتم فهمي «مش من حقك» عام 2004
- 2- الفنانة الكبيرة ماجدة الرومي «اعتزلت الغرام» عام 2006
- 3- الفنانة جنات «اللي بيني وبينك» عام 2006
- 4- الفنان إيساف «معاه قلبي» عام 2007
- 5- الفنان حاتم فهمي «صدقيني» عام 2007
- 6- ألبوم كوكتيل "Good News Vol-1" عام 2008
- 7- الفنانة جنات «حب امتلاك» عام 2009

## ألبومات من توزيع الشركة
- 30 ألبوم للفنان أحمد عدوية
- 2 ألبوم للفنانة فايزة أحمد
- ألبوم للفنان محمد عبده
- ألبوم للفنانة ليلى مراد
- 5 ألبومات للفنان محمد فؤاد
- 4 ألبومات للفنان مدحت صالح
- 2 ألبوم للفنان إيمان البحر درويش
- 5 ألبومات للفنان حميد الشاعري
- ألبوم للفنانة صباح
- 2 ألبوم للفنان هاني شاكر
- 4 ألبومات للفنان متقال
- 2 ألبوم للفنان عمر خيرت
- ألبوم للفنان عزت أبو عوف وفرقة «فور إم»
- ألبوم الفنانة شادية حسني (لأغاني الأفراح)
- ألبوم الفنان محمد نور «واحشك أوي» 2008
- ألبوم الفنانة راندا حافظ «ميالة» 2009

## كليبات من إنتاج الشركة تحت إدارة المنتجأحمد الدسوقي
- 1- حاتم فهمي «مش من حقك» عام 2004 مع المخرج أحمد يسري
- 2- حاتم فهمي «متخفش عليا» عام 2005 مع المخرج وليد محمود
- 3-ماجدة الرومي «الحب و الوفاء» عام 2005 مع المخرج سعيد الماروق
- 4- ماجدة الرومي اعتزلت الغرام» عام 2006 مع المخرجة نادين لبكي
- 5- جنات «أكتر من سنة» عام 2006 مع المخرج محمد جمعة
- 6- إيساف «عندي أمل فيكي» عام 2007 مع المخرج محمد جمعة
- 7- جنات «بحبك» عام 2007 مع المخرج محمد جمعة
- 8- محمد قماح «كل ما أفكر فيك» عام 2008 مع المخرج حسام الحسيني
- 9- جنات «حبيبي على نياته» عام 2008 مع المخرج يونس
- 10- حاتم فهمي «بحبك أوي» عام 2008 مع المخرج يونس
- 11- محمد قماح «دعاء حبب فيا خلقك» عام 2008 مع المخرج هاني كمال

## الجوائز والتكريمات
- تكريم المنتج أحمد الدسوقي لاختيار كليب ماجدة الرومي «اعتزلت الغرام» كأفضل فيديو كليب في 2006
- تكريم المنتج أحمد الدسوقي من كلية إعلام جامعة القاهرة كأفضل منتج في 2007
- تكريم المنتج أحمد الدسوقي من مجلة «دير جيست» كأفضل منتج موسيقي وشركة إنتاج في 2007
- تكريم المنتج أحمد الدسوقي من جريدة «الطريق» كأفضل منتج موسيقي في صناعة الموسيقى (مايو 2008)
- تكريم المنتج أحمد الدسوقي من كلية إعلام جامعة القاهرة كأفضل منتج في 2008
- تكريم المنتج أحمد الدسوقي من جمعية روتاري الخيرية كأفضل منتج في صناعة الموسيقى (17 أبريل 2009)
- تكريم المنتج أحمد الدسوقي من جريدة «الموجز» على تميز ألبوم جنات «حب امتلاك» (15 مايو 2009)
- تكريم المنتج أحمد الدسوقي من مهرجان الميما كأفضل منتج في صناعة الموسيقى (30 مايو 2009)
- تكريم المنتج أحمد الدسوقي من جريدة «24 ساعة» على العمل المتميز ألبوم «حب امتلاك» للفنانة جنات (6 يوليو 2009)